# Ösbyträsk
Ösbyträsk är en sjö i Värmdö kommun i Uppland och ingår i Norrström-Tyresåns kustområde. Sjön har en area på 0,199 kvadratkilometer, är 9m djup och ligger 2,7 meter över havet.
Sjön och vissa områden kring den ingår i Ösbyträsks naturreservat.

## Bilder

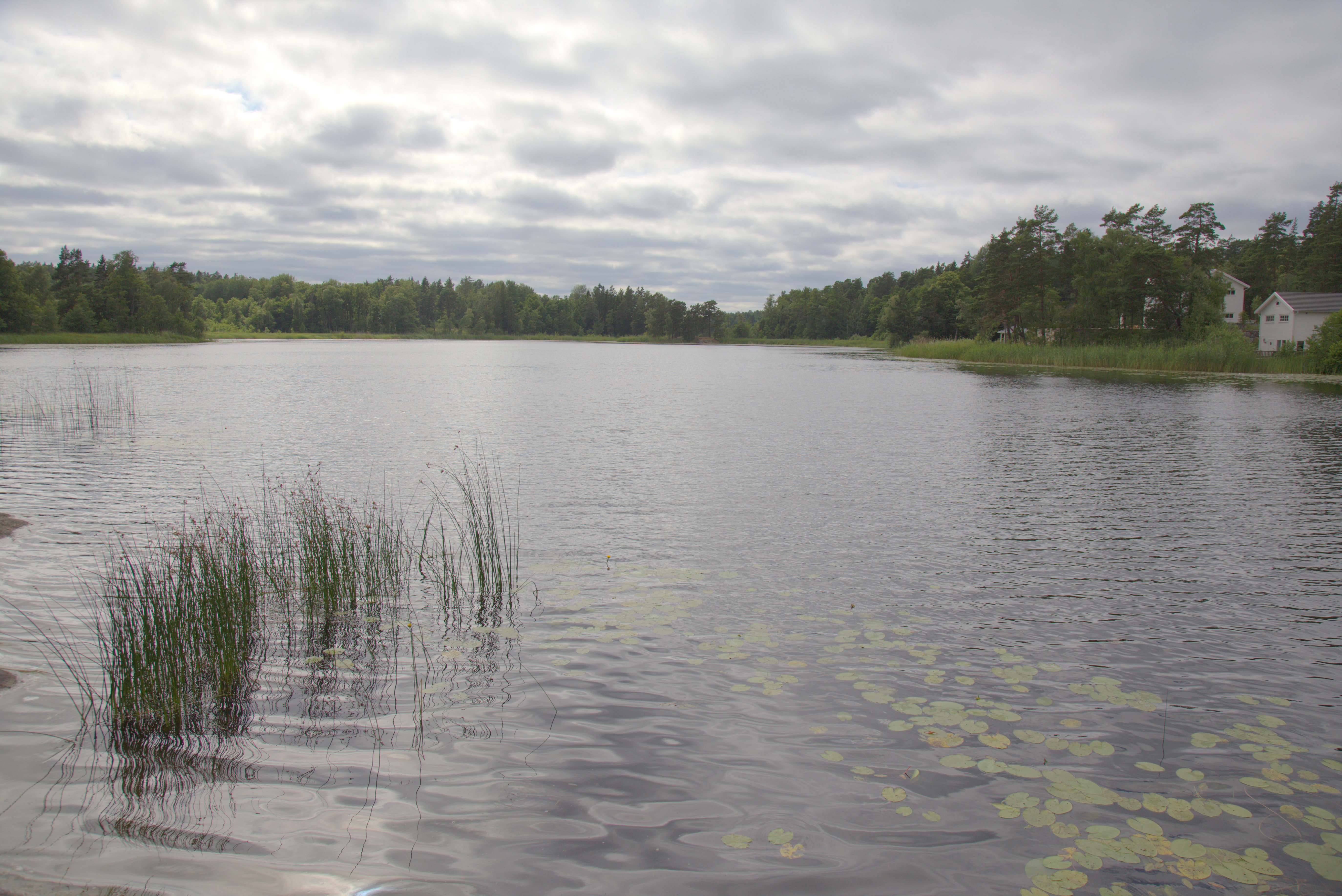
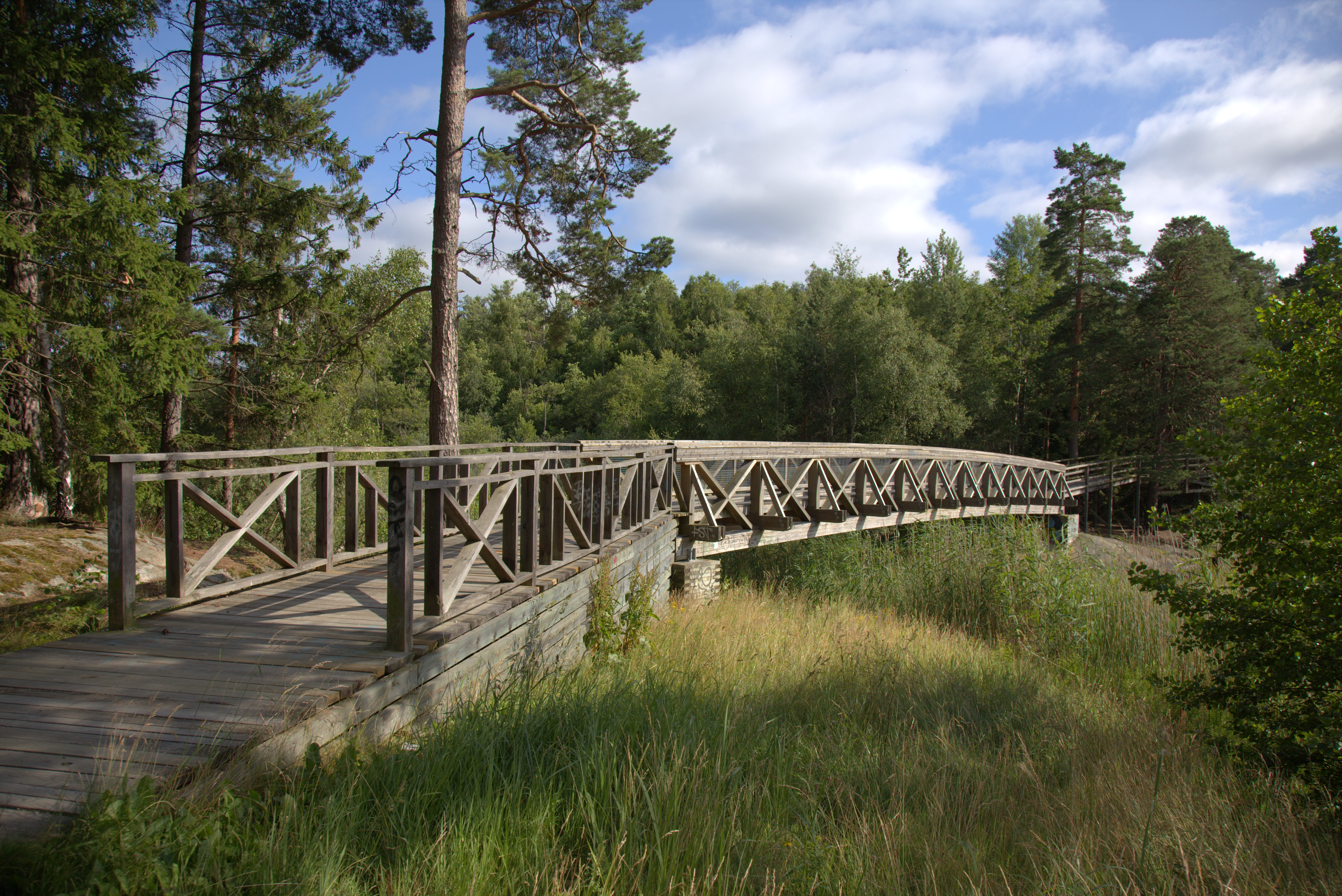
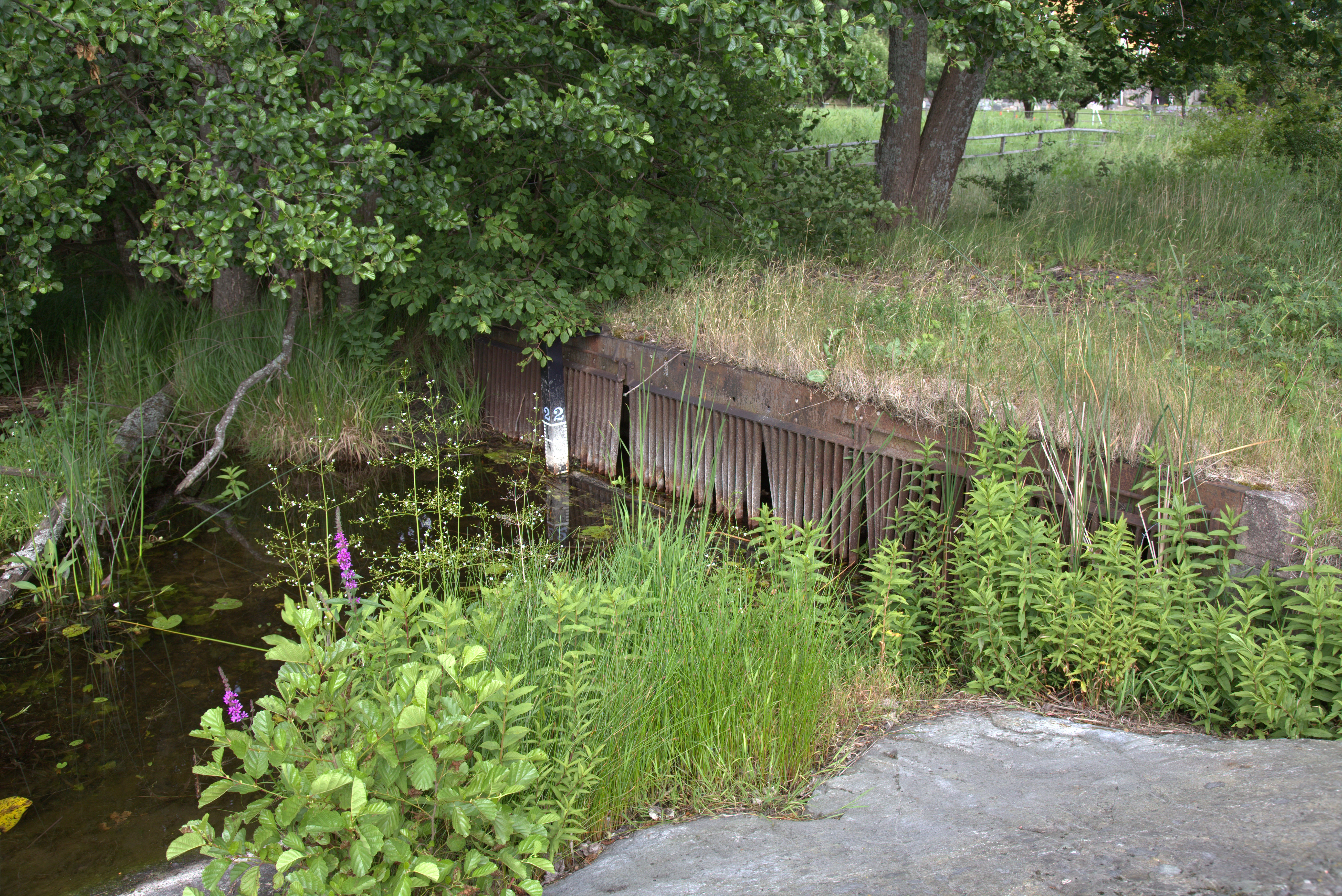

## Delavrinningsområde
Ösbyträsk ingår i det delavrinningsområde (658125-165306) som SMHI kallar för Rinner till Torsbyfjärden. Medelhöjden för delavrinningsområdet är 18 meter över havet och ytan är 30,24 kvadratkilometer. Det finns inga avrinningsområden uppströms utan avrinningsområdet är högsta punkten. Avrinningsområdets utflöde mynnar i havet, utan att ha någon enskild mynningsplats.